# Jezioro Martwe (województwo zachodniopomorskie)
Jezioro Martwe (niem. Kl. Musterfiet See) – niewielkie jezioro rynnowe w Polsce, położone w województwie zachodniopomorskim, w powiecie szczecineckim, w gminie Szczecinek.
Akwen leży na Pojezierzu Drawskim, około 200 metrów na południe od jeziora Kople. Jezioro jest otoczone lasami i posiada bardzo nieregularną linię brzegową, od południa przylega do mokradeł nazywanych Brzezińskie Bagna.